# لويس إي. برادبري
كان لويس إدوارد برادبري (1863 - 7 يوليو 1950)، من هواة جمع الطوابع البريطانيين الذي تم قبوله في قائمة هواة جمع الطوابع المتميزين في عام 1929. وتخصص في طوابع جزر الباهاما ونيفيس، وأدى بحثهِ عن طوابع نيفيس إلى اكتشاف مهم لألواح الطباعة الأصلية.